# Snitter
 (juin 2023).
Snitter est une paroisse civile et un village du Northumberland, en Angleterre.